# Isiolo (hạt)
Hạt Isiolo là một hạt thuộc tỉnh Đông ở Kenya. Theo điều tra dân số ngày 24 tháng 8 năm 1999, hạt này có dân số 100861 người. Hạt Isiolo có diện tích 25698 km². Hạt lỵ đóng tại Isiolo.

## Dân số
| Năm    | Pop.    | ±%      |
| ------ | ------- | ------- |
| 1979   | 43,478  | -       |
| 1989   | 70.078  | + 61,2% |
| 1999   | 100.861 | + 43,9% |
| 2009   | 143.294 | + 42,1% |
| 2019   | 268.002 | + 87,0% |
| nguồn: |         |         |

## Văn hóa và Truyền thông
Quận Isiolo là một xã hội đa văn hóa với một số cộng đồng dân tộc cư trú trong khu vực. Chúng bao gồm: người Borana , người Turkana , người Meru và người Somalia .
Một số nhà truyền thông được đặt tại quận, bao gồm: Radio Shahidi , Baliti Fm, Angaf Radio trong số những người khác. Đài phát thanh Shahidi là một đài phát thanh cộng đồng ở Isiolo, được thành lập và sở hữu bởi Giáo phận Công giáo Isiolo. bao gồm bán kính khoảng 120 km từ thị trấn Isiolo với tần số 91,7 fm. Đài phát thanh bao gồm Trung tâm Isiolo, Tây Isiolo, Nam Isiolo, một số khu vực của Hạt Meru, Một số khu vực của Hạt Samburu cho đến thị trấn Maralal và một số khu vực của Quận Laikipia. Nó chủ yếu phát sóng bằng tiếng Swirin và tiếng Anh .
Các nhà truyền thông khác ở quận Isiolo chủ yếu phát sóng bằng ngôn ngữ Borana địa phương . Chúng bao gồm Baliti Fm và Angaf Radio có bán kính khoảng 140 km từ thị trấn Isiolo.

## Cơ sở hạ tầng và Giao thông vận tải
Quận Isiolo là sân bay của Isiolo , gần đây đã được nâng cấp thành sân bay quốc tế. Vị trí của nó là khoảng 283 km (176 mi), bằng đường bộ và khoảng 200 km (120 mi), bằng đường hàng không, về phía đông bắc của Sân bay Quốc tế Jomo Kenyatta , sân bay dân sự lớn nhất của Kenya . Sân bay nằm trên một mảnh đất rộng 260 ha (642 mẫu Anh) và tòa nhà ga hành khách của nó có diện tích 4.500 mét vuông (48.438 sq ft). Các tọa độ địa lý của sân bay này là: 0 ° 20 '37,00 "N, 37 ° 35' 16,00" E (Vĩ độ: 0,343610; Kinh độ: 37,587778).

## Phân khu hành chính
Tính đến năm 2018, Quận có hai khu vực bầu cử (Khu vực bầu cử phía Bắc Isiolo và Khu vực bầu cử phía Nam Isiolo ), ba quận và mười phường. 
| Đơn vị bầu cử | Tiểu quận  | Khu vực (Sq. Km) | khu vực    |
| ------------- | ---------- | ---------------- | ---------- |
| Bắc Isiolo    | Isiolo     | 3.269            | Wabera     |
| Bắc Isiolo    | Isiolo     | 3.269            | Bulla Pesa |
| Bắc Isiolo    | Isiolo     | 3.269            | Burat      |
| Bắc Isiolo    | Isiolo     | 3.269            | Ngaremara  |
| Bắc Isiolo    | Isiolo     | 3.269            | Oldonyiro  |
| Bắc Isiolo    | Merti      | 12.612           | Chari      |
| Bắc Isiolo    | Merti      | 12.612           | Cherab     |
| Nam Isiolo    | Garbatulla | 9,819            | Kinna      |
| Nam Isiolo    | Garbatulla | 9,819            | Garbatulla |
| Nam Isiolo    | Garbatulla | 9,819            | Sericho    |
| Tổng cộng: 2  | 3          | 25.700           | 10         |

### Cử tri bầu cử
|            | Bắc Isiolo | 49      | 100.176 | 15.881 |
| Nam Isiolo | 50         | 43.118  | 9,817   |        |
|            | Toàn bộ    | 143.294 | 25.698  |        |

## Dịch vụ và đô thị hóa
| Đô thị hóa                | 43,5 |
| Trình độ học vấn          | 59,8 |
| Đi học (15-18 tuổi)       | 58,4 |
| Đường trải nhựa           | 0,2  |
| Đường tốt                 | 67,5 |
| Truy cập điện             | 18,5 |
| Tỷ lệ hộ nghèo            | 72,6 |
| Số liệu thống kê cho Quận |      |

## Người đáng chú ý
- Hon. Godana Doyo , Thống đốc đầu tiên, Quận Isiolo
- Ông Barnabas Esunyen , Giám đốc CNTT của Quận Isiolo 2013-2017
- Hon. Rehema Jaldesa , đại diện phụ nữ của quận Isiolo
- Hon. Mohammed Kuti , thống đốc, quận Isiolo và một nghị sĩ 2 nhiệm kỳ, Isiolo North